# T-34 (film)
T-34 (russisk: Т-34) er en russisk spillefilm fra 2018 af Aleksej Sidorov.

## Medvirkende
- Aleksandr Petrov som Nikolaj Ivushkin
- Vinzenz Kiefer som Klaus Jäger
- Viktor Dobronravov som Stepan Vasiljonok
- Irina Starsjenbaum som Anja Jartseva
- Jurij Borisov som Serafim Ionov